# Pentecontaetia
Pentecontaetia (in greco πεντηκονταετία?, "cinquantennio") è il nome con cui si designa il periodo pari a circa mezzo secolo di pace e di progresso civile per la civiltà greca e in special modo per Atene, compreso tra il 479 a.C., con la fine dellaseconda guerra persiana, e il 431 a.C., che segnò l'inizio della Guerra del Peloponneso.

## Prologo
Alla base del periodo dorato che prende il nome di Pentecontaetia ci sono essenzialmente la vittoria greca delle Guerre Persiane, la progressiva perdita di potere persiana ed il consequenziale sviluppo egemone delle forze economico-militari di Sparta ed Atene.

### Battaglia di Salamina (480 a.C.)

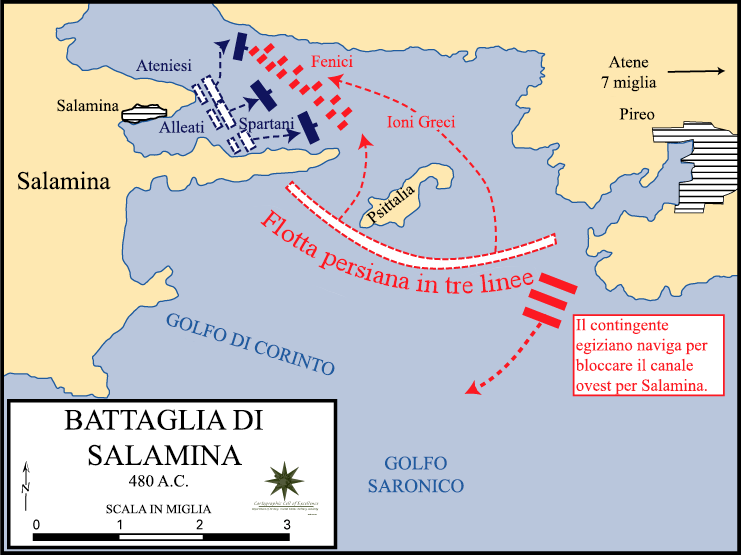
La battaglia di Salamina

Successivamente alla sconfitta degli Spartani guidati da Leonida presso il passo delle Termopili, la flotta greca, guidata da Temistocle ed Euribiade di Sparta, è costretta a liberare il blocco navale imposto alle navi persiane presso l'Artemisio attestandosi nei pressi dell'isola di Salamina; Atene viene evacuata ed i Persiani irrompono in città, devastandola. Nel frattempo, la flotta greca infligge una pesantissima sconfitta alla flotta persiana nello stretto che collega il golfo Saronico e la baia di Eleusi (battaglia di Salamina); costretta a ritirarsi in Asia e, di lì ad un anno, a liberare le poleis greche d'Oriente, la flotta di Persia subisce di nuovo una sconfitta presso Micale, mentre l'esercito greco guidato dal generale spartano Pausania travolge pesantemente le truppe persiane a Platea (479 a.C.), segnando la vittoria greca.

### Lega delio-attica (477 a.C.)
L'ascesa della polis ateniese a potenza egemone nell'area greca è attestata dalla fondazione della lega navale delio-attica nel 477 a.C., costituita dalle flotte di Atene, degli Ioni e di Lesbo allo scopo di organizzare nel migliore dei modi la difesa greca contro i persiani sul fronte marittimo.
Sebbene la sede della lega fosse situata a Delo, si riconosce fin dall'inizio una certa influenza di Atene sulle scelte politiche ed economiche della lega, tanto che nel corso della Pentecontaetia il tesoro stesso della Lega viene trasferito da Delo ad Atene e l'intera organizzazione navale si evolve di fatto in una sorta di impero, oggetto e strumento della politica ateniese.

## Politica ateniese durante la Pentecontaetia

### Temistocle
Dal 478 a.C. al 471 a.C. la personalità caratteristica nella polis di Atene fu Temistocle, il quale organizzò la propria politica istituendo nuove cleruchie presso gli alleati della lega delio-attica. Le scelte del comandante della flotta ateniese non videro tuttavia la comprensione ed il pieno appoggio delle varie correnti politiche all'interno della polis di Atene, tant'è che gli avversari Alcmeonidi e Filaidi riuscirono ad ostracizzarlo, condannandolo all'esilio temporaneo nel 471 a.C. e sostenendo la futura ascesa di Cimone.

### Cimone
Cimone, sostenuto dalla parte politica più conservatrice di Atene, fu il successore di Temistocle durante il periodo che va dal 470 a.C. al 460 a.C. ed il principale fautore di una politica ateniese di fatto filospartana, poiché rese più distesi i rapporti diplomatici fra le poleis di Atene e di Sparta (Cimone viene infatti ricordato come uno dei maggiori estimatori dei costumi spartani fra gli ateniesi). Durante il suo governo continua la lunga coda delle guerre persiane, proseguendo il conflitto con la Persia ed ottenendo anche grandi successi fino alla vittoria dell'Eurimedonte nel 469 a.C.
Nello stesso periodo, l'impegno e l'ingerenza di Atene nella Lega delio-attica è tale da permettere allo stesso Cimone di poter asservire gli alleati interni e punire le defezioni; di fatto, l'aumento dell'egemonia ateniese all'interno della Lega navale fu il principale fattore che permise l'ulteriore espansione del potere ateniese oltre i confini della polis ed il trampolino di lancio per i futuri successi politici di Pericle, che succedette a Cimone, il quale venne ostracizzato a sua volta come Temistocle, sebbene in questo caso a causa dell'eccessiva affinità politica con Sparta.

### Pericle

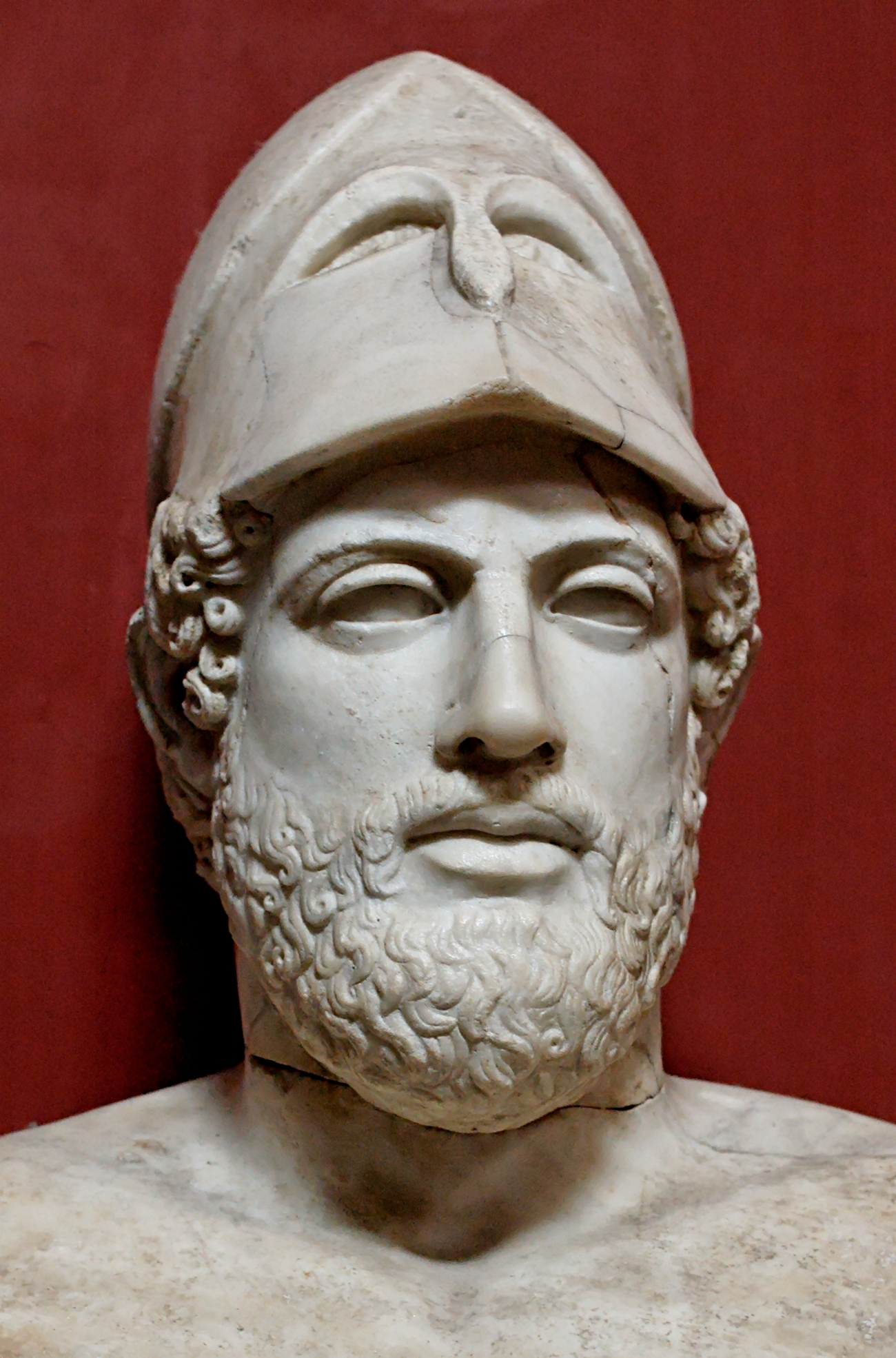
Pericle

Dopo il breve arcontato di Efialte, divenne punto di riferimento politico la figura di Pericle nel periodo fra il 461 a.C. ed il 429 a.C.; è considerato tuttora uno dei più importanti uomini politici dell'antichità. La sua attività politica seguì inizialmente la traccia lasciata da Cimone, sebbene fosse ben nota la vicinanza di Pericle alla politica di Temistocle.
Con Pericle la Lega delio-attica raggiunge l'apice della propria espansione ed il dominio ateniese all'interno della stessa diventa effettivo e totale, costituendo di fatto un impero d'Atene. Nel 454 a.C. Pericle ordina il trasferimento del tesoro della Lega da Delo ad Atene, potendo così finanziare la sfarzosa ricostruzione dell'Acropoli. Il 449 a.C. è l'anno della pace fra Atene e la Persia (Pace di Callia), raggiunta con il riconoscimento della piena libertà delle poleis in Asia in cambio della totale rinuncia ad ogni sorta di espansionismo antipersiano. Con la pace del 449 viene tuttavia siglata non soltanto la fine di ogni conflitto con i persiani, ma anche la scomparsa delle finalità iniziali della Lega delio-attica, la quale tuttavia non viene sciolta ma, anzi, diventa strumento dell'espansionismo di Pericle, ormai signore incontrastato di Atene.
La fine effettiva delle guerre persiane è causa delle scelte politiche che vengono prese successivamente da Pericle, il quale promuove alcuni interventi militari presso Potidea nel 432 a.C. e Megara nel 431 a.C., stimolando gli attriti e la guerra fra la Lega delio-attica e la Lega peloponnesiaca guidata da Sparta (Guerra del Peloponneso).

## Pentecontaetia per Tucidide
Grande è l'interesse che lo storiografo ateniese ha nei confronti di questo periodo. Egli afferma programmaticamente che si tratta di un periodo che "nessuno storico ha raccontato finora" e che dunque va trattato, perché resterebbe altrimenti come un "luogo abbandonato": questo serve a Tucidide per giustificare l'inserzione della Pentecontaetia ad introduzione degli antefatti dello scoppio della Guerra del Peloponneso. Il riferimento evidentemente è ancora una volta all'opera erodotea, che si interrompe appunto all'anno 478.